# منتزه موهيلي البحري

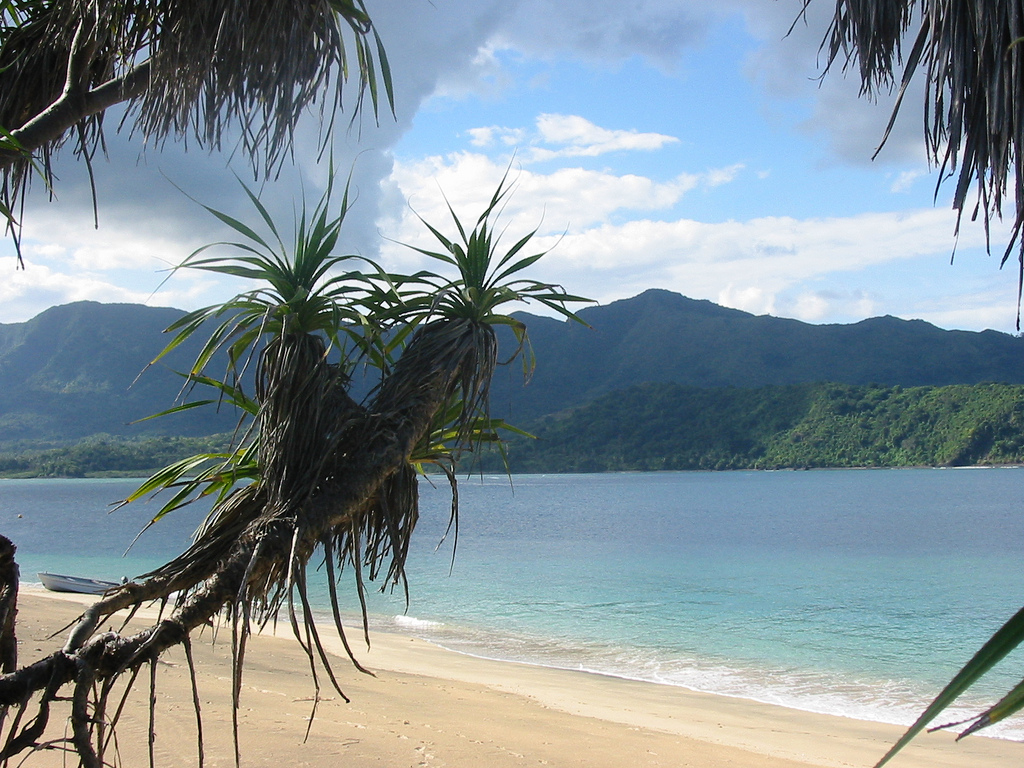
شاطيء موهيلي

منتزه موهيلي البحري في قناة موزمبيق هي أول منطقة محمية في جزر القمر. تم تأسيسها في 19 أبريل 2001. وأكثر ما يميز الحديقة هو تواجد أسماك شوكيات الجوف، والمنتزه موطن لأنواع مختلفة من أسماك القرش والحيتان الحدباء. جزيرة موهيلي في جزر القمر كانت هي المكان الأنسب لمبادرة جمعت بين المجتمعات الدولية و المحلية في إنشاء منطقة محمية بحرية مشتركة الإدارة. وتنطوي فكرتها على الحفاظ على 404 كيلومتر مربع من البحر الذي تعيش فيه الأنواع البحرية الرئيسية مثل شوكيات الجوف والحيتان الحدباء والدلافين وغيرها. 

## أنظر أنظر
- الحياة البرية في جزر القمر

## روابط خارجية
- الموقع الرسمي لمنتزه موهيلي البهري